# Liste der State-, U.S.- und Interstate-Highways in Illinois
Dies ist eine Aufstellung von State Routes, U.S. Highways und Interstates im US-Bundesstaat Illinois, nach Nummern.

## State Routes

### Gegenwärtige Strecken
- Illinois State Route 1
- Illinois State Route 2
- Illinois State Route 3
- Illinois State Route 4
- Illinois State Route 5
- Illinois State Route 6
- Illinois State Route 7
- Illinois State Route 8
- Illinois State Route 9
- Illinois State Route 10
- Illinois State Route 13
- Illinois State Route 14
- Illinois State Route 15
- Illinois State Route 16
- Illinois State Route 17
- Illinois State Route 18
- Illinois State Route 19
- Illinois State Route 21
- Illinois State Route 22
- Illinois State Route 23
- Illinois State Route 25
- Illinois State Route 26
- Illinois State Route 29
- Illinois State Route 31
- Illinois State Route 32
- Illinois State Route 33
- Illinois State Route 34
- Illinois State Route 35
- Illinois State Route 37
- Illinois State Route 38
- Illinois State Route 40
- Illinois State Route 41
- Illinois State Route 43
- Illinois State Route 47
- Illinois State Route 48
- Illinois State Route 49
- Illinois State Route 50
- Illinois State Route 53
- Illinois State Route 54
- Illinois State Route 56
- Illinois State Route 57
- Illinois State Route 58
- Illinois State Route 59
- Illinois State Route 60
- Illinois State Route 61
- Illinois State Route 62
- Illinois State Route 64
- Illinois State Route 68
- Illinois State Route 70
- Illinois State Route 71
- Illinois State Route 72
- Illinois State Route 73
- Illinois State Route 75
- Illinois State Route 76
- Illinois State Route 78
- Illinois State Route 81
- Illinois State Route 82
- Illinois State Route 83
- Illinois State Route 84
- Illinois State Route 89
- Illinois State Route 90
- Illinois State Route 91
- Illinois State Route 92
- Illinois State Route 93
- Illinois State Route 94
- Illinois State Route 95
- Illinois State Route 96
- Illinois State Route 97
- Illinois State Route 98
- Illinois State Route 99
- Illinois State Route 100
- Illinois State Route 101
- Illinois State Route 102
- Illinois State Route 103
- Illinois State Route 104
- Illinois State Route 105
- Illinois State Route 106
- Illinois State Route 107
- Illinois State Route 108
- Illinois State Route 109
- Illinois State Route 111
- Illinois State Route 113
- Illinois State Route 114
- Illinois State Route 115
- Illinois State Route 116
- Illinois State Route 117
- Illinois State Route 119
- Illinois State Route 120
- Illinois State Route 121
- Illinois State Route 122
- Illinois State Route 123
- Illinois State Route 124
- Illinois State Route 125
- Illinois State Route 126
- Illinois State Route 127
- Illinois State Route 128
- Illinois State Route 129
- Illinois State Route 130
- Illinois State Route 131
- Illinois State Route 132
- Illinois State Route 133
- Illinois State Route 134
- Illinois State Route 135
- Illinois State Route 136
- Illinois State Route 137
- Illinois State Route 138
- Illinois State Route 140
- Illinois State Route 141
- Illinois State Route 142
- Illinois State Route 143
- Illinois State Route 145
- Illinois State Route 146
- Illinois State Route 147
- Illinois State Route 148
- Illinois State Route 149
- Illinois State Route 150
- Illinois State Route 151
- Illinois State Route 152
- Illinois State Route 153
- Illinois State Route 154
- Illinois State Route 155
- Illinois State Route 156
- Illinois State Route 157
- Illinois State Route 158
- Illinois State Route 159
- Illinois State Route 160
- Illinois State Route 161
- Illinois State Route 162
- Illinois State Route 163
- Illinois State Route 164
- Illinois State Route 165
- Illinois State Route 166
- Illinois State Route 167
- Illinois State Route 169
- Illinois State Route 170
- Illinois State Route 171
- Illinois State Route 172
- Illinois State Route 173
- Illinois State Route 176
- Illinois State Route 177
- Illinois State Route 178
- Illinois State Route 180
- Illinois State Route 184
- Illinois State Route 185
- Illinois State Route 192
- Illinois State Route 203
- Illinois State Route 242
- Illinois State Route 250
- Illinois State Route 251
- Illinois State Route 255
- Illinois State Route 267
- Illinois State Route 336
- Illinois State Route 351
- Illinois State Route 394

### Außer Dienst gestellte Strecken
- Illinois State Route 4A
- Illinois State Route 11
- Illinois State Route 12
- Illinois State Route 20
- Illinois State Route 24
- Illinois State Route 27
- Illinois State Route 28
- Illinois State Route 30
- Illinois State Route 36
- Illinois State Route 39
- Illinois State Route 42
- Illinois State Route 42A
- Illinois State Route 44
- Illinois State Route 45
- Illinois State Route 46
- Illinois State Route 51
- Illinois State Route 52
- Illinois State Route 55
- Illinois State Route 59A
- Illinois State Route 63
- Illinois State Route 65
- Illinois State Route 66
- Illinois State Route 67
- Illinois State Route 69
- Illinois State Route 70A
- Illinois State Route 74
- Illinois State Route 77
- Illinois State Route 79
- Illinois State Route 80
- Illinois State Route 83A
- Illinois State Route 85
- Illinois State Route 86
- Illinois State Route 87
- Illinois State Route 88
- Illinois State Route 88A
- Illinois State Route 89A
- Illinois State Route 89B
- Illinois State Route 89C
- Illinois State Route 94A
- Illinois State Route 94B
- Illinois State Route 95A
- Illinois State Route 97A
- Illinois State Route 110
- Illinois State Route 112
- Illinois State Route 113N
- Illinois State Route 113S
- Illinois State Route 116A
- Illinois State Route 118
- Illinois State Route 127A
- Illinois State Route 130A
- Illinois State Route 139
- Illinois State Route 142A
- Illinois State Route 144
- Illinois State Route 168
- Illinois State Route 174
- Illinois State Route 175
- Illinois State Route 179
- Illinois State Route 181
- Illinois State Route 182
- Illinois State Route 183
- Illinois State Route 186
- Illinois State Route 190
- Illinois State Route 194
- Illinois State Route 199
- Illinois State Route 213
- Illinois State Route 226
- Illinois State Route 316
- Illinois State Route 549

## U.S. Highways

### Gegenwärtige Strecken
- U.S. Highway 6
- U.S. Highway 12
- U.S. Highway 14
- U.S. Highway 20
- U.S. Highway 24
- U.S. Highway 30
- U.S. Highway 34
- U.S. Highway 36
- U.S. Highway 40
- U.S. Highway 41
- U.S. Highway 45
- U.S. Highway 50
- U.S. Highway 51
- U.S. Highway 52
- U.S. Highway 54
- U.S. Highway 60
- U.S. Highway 62
- U.S. Highway 67
- U.S. Highway 124
- U.S. Highway 136
- U.S. Highway 150
- U.S. Highway 430

### Außer Dienst gestellte Strecken
- U.S. Highway 32
- U.S. Highway 61 (verläuft nach dem Bau der Dubuque-Wisconsin Bridge nicht mehr durch Illinois)
- U.S. Highway 66
- U.S. Highway 66 Alternate
- U.S. Highway 67 Alternate
- U.S. Highway 151 (verläuft nach dem Bau der Dubuque-Wisconsin Bridge nicht mehr durch Illinois)
- U.S. Highway 330
- U.S. Highway 460

## Interstate Highways
- Interstate 24
- Interstate 39
- Interstate 55
- Interstate 57
- Interstate 64
- Interstate 70
- Interstate 72
- Interstate 74
- Interstate 80
- Interstate 88
- Interstate 90
- Interstate 94
- Interstate 155
- Interstate 255
- Interstate 270
- Interstate 280
- Interstate 290
- Interstate 294
- Interstate 355
- Interstate 474

## Unnummerierte Straßen, die aus dem Haushalt des Bundesstaats finanziert werden
- Elgin O’Hare Expressway
- Raritan Road
- Smithfield Road